# Kirche Reinberg (Wolde)

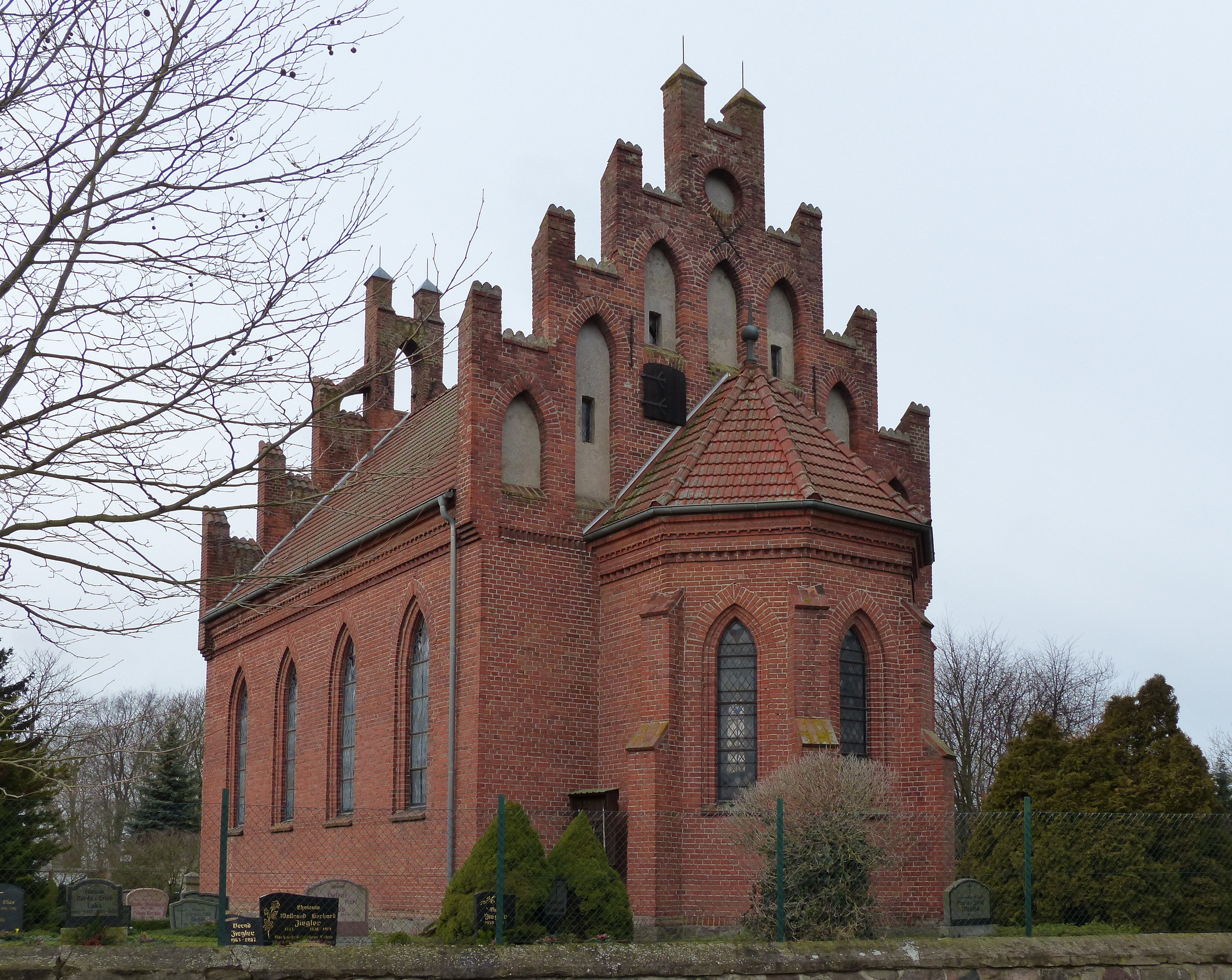
Kirche Reinberg

Die Kirche Reinberg  ist ein Kirchengebäude im Ortsteil Reinberg in der Gemeinde Wolde im Landkreis Mecklenburgische Seenplatte in Mecklenburg-Vorpommern. Sie gehört zur Kirchengemeinde Altenhagen der Propstei Demmin im Pommerschen Evangelischen Kirchenkreis der Evangelisch-Lutherischen Kirche in Norddeutschland.

## Geschichte
Die früheste bekannte Erwähnung einer Kirche in Reinberg ist aus dem Jahr 1560 erhalten. Diese besaß einen Kirchturm. Sie musste nach mehreren Reparaturen im 18. und 19. Jahrhundert schließlich wegen ihres schlechten Bauzustandes abgerissen werden.
Die heutige Kirche wurde 1873 anstelle des Vorgängerbaus errichtet und am 5. März 1874 durch den Generalsuperintendenten Albert Sigismund Jaspis geweiht.

## Architektur
Der Backsteinbau in neugotischen Formen hat zwei hochgezogene Staffelgiebel mit angedeuteter Maßwerkbekrönung und spitzbogigen Blenden sowie einem niedrigen dreiseitigen Ostschluss. Das Westportal wird durch eine Wandvorlage mit Wimperggiebel hervorgehoben. Es hat keinen Turm.
Die Chorapsis überspannt ein sechsteiliges Rippengewölbe. Neugotische Rankenmalereien verzieren die Laibungen des Triumphbogens und der Fenster des Kirchenschiffs.

## Ausstattung
Die Saalkirche hat eine flache Holzdecke. Die neugotische  schlichte Ausstattung stammt aus der Erbauungszeit um 1874. Ein gemauerter Altartisch befindet sich in der Apsis. Davor steht eine einfache achteckige Taufe. Die hölzerne Kanzel mit Aufgang und Verschlag steht auf einem achteckigen Fuß. Es ist kein Schalldeckel vorhanden.
Die Orgel auf der Westempore stammt aus der Werkstatt von Wilhelm Sauer von etwa 1889, wie die Opuszahl 510 aussagt. Sie passt von Größe und Farbe her nicht zur Empore und stand daher vermutlich ursprünglich in einer anderen Kirche.
Die Glocke wurde 1873 von Carl Voß und Sohn in Stettin gegossen. Sie befand sich ursprünglich in einer Glockenstube am Westgiebel. Als an diesem Risse entstanden, wurde die Glocke in einem freistehenden hölzernen Glockenstuhl nordöstlich der Kirche untergebracht.